# Sinfra
 Sinfra è una città, sottoprefettura e comune della Costa d'Avorio, situata nella regione di Marahoué. È capoluogo dell'omonimo dipartimento e conta una popolazione di 130 227 abitanti (censimento 2014).